# 橋本町 (横浜市)
橋本町（はしもとちょう）は、神奈川県横浜市神奈川区の町名。住居表示未実施で、現行行政地名は橋本町1丁目から橋本町3丁目（字丁目）。

## 地理
神奈川区南部の臨海部に位置する。西側の1丁目は横浜市中央卸売市場の青果部がある。2丁目にはかつて日本鋼管の浅野ドックがあり、跡地は再開発地区の「コットンハーバー地区」として、JFE都市開発により超高層マンション等が建設されている（同地区は他に山内町、星野町の一部からなる）。2008年には臨港幹線道路のコットン大橋・みなとみらい橋開通により、みなとみらい地区への自動車でのアクセスが向上した。また、反対側の千若町方面へは同道路の一部である瑞穂大橋が架かっている。3丁目は海面に張り出したごく狭い一角で、コットンハーバーボートヤードなどがある。
1〜3丁目を合わせた面積は0.128km²。

## 歴史

### 沿革
1909年（明治42年）4月13日に埋立により新設された。町名は埋立者の姓から採られている。2006年（平成18年）7月15日に、山内ふ頭周辺の土地区画整理事業に伴い、一部を星野町に編入し、山内町との境界を変更した。

## 世帯数と人口
2025年（令和7年）6月30日現在（横浜市発表）の世帯数と人口は以下の通りである。なお、1丁目・3丁目の人口は0であるため省略する。。
| 丁目        | 世帯数    | 人口    |
| ----------- | --------- | ------- |
| 橋本町2丁目 | 1,094世帯 | 2,416人 |

### 人口の変遷
国勢調査による人口の推移。2005年までは人口0のため省略。
| 年                 | 人口  |
| ------------------ | ----- |
| 2010年（平成22年） | 2,182 |
| 2015年（平成27年） | 2,269 |
| 2020年（令和2年）  | 2,501 |

### 世帯数の変遷
国勢調査による世帯数の推移。2005年までは人口0のため省略。
| 年                 | 世帯数 |
| ------------------ | ------ |
| 2010年（平成22年） | 900    |
| 2015年（平成27年） | 905    |
| 2020年（令和2年）  | 971    |

## 学区
市立小・中学校に通う場合、学区は以下の通りとなる（2024年11月時点）。
| 丁目        | 番地 | 小学校               | 中学校               |
| ----------- | ---- | -------------------- | -------------------- |
| 橋本町1丁目 | 全域 | 横浜市立幸ケ谷小学校 | 横浜市立栗田谷中学校 |
| 橋本町2丁目 | 全域 | 横浜市立幸ケ谷小学校 | 横浜市立栗田谷中学校 |
| 橋本町3丁目 | 全域 | 横浜市立幸ケ谷小学校 | 横浜市立栗田谷中学校 |

## 事業所
2021年（令和3年）現在の経済センサス調査による事業所数と従業員数は以下の通りである。
| 丁目        | 事業所数 | 従業員数 |
| ----------- | -------- | -------- |
| 橋本町1丁目 | 45事業所 | 1,079人  |
| 橋本町2丁目 | 20事業所 | 339人    |
| 計          | 65事業所 | 1,418人  |

### 事業者数の変遷
経済センサスによる事業所数の推移。
| 年                 | 事業者数 |
| ------------------ | -------- |
| 2016年（平成28年） | 22       |
| 2021年（令和3年）  | 65       |

### 従業員数の変遷
経済センサスによる従業員数の推移。
| 年                 | 従業員数 |
| ------------------ | -------- |
| 2016年（平成28年） | 556      |
| 2021年（令和3年）  | 1,418    |

## その他

### 日本郵便
- 郵便番号 : 221-0053[3]（集配局：神奈川郵便局[16]）

### 警察
町内の警察の管轄区域は以下の通りである。
| 番・番地等 | 警察署       | 交番・駐在所     |
| ---------- | ------------ | ---------------- |
| 全域       | 神奈川警察署 | ポートサイド交番 |

## 参考資料
- 『県別マップル 神奈川県広域・詳細道路地図』2006年4刷 昭文社 ISBN 9784398626998
- ちず丸（昭文社）2010年12月13日閲覧
- “横浜市町区域要覧” (PDF).   横浜市市民局 (2016年6月). 2022年9月6日閲覧。